# Kocioł (Isergebirge)
Der Kocioł, auch Zamkowa (deutsch: Kesselberg) ist ein 712 m hoher Berg im schlesischen Teil des Isergebirges in Polen. Der Kocioł liegt im Zackenkamm in der Gemeinde Mirsk.

## Beschreibung
Der Gipfel ist vollständig mit Nadelwald bewachsen. Der Berg besteht aus Graniten und Gneisen sowie Quarzen. Es gibt kleinere Felsformationen sowie Steinbrücke in den Hängen. Ein grün markierter Wanderweg verläuft von Gryfów Śląski über den Gipfel nach Świeradów-Zdrój. Unterhalb des Bergs befand sich ein Baude. Die Mauerreste sind noch zu erkennen.